# Église de la Nativité de la Vierge de Bining
Pour les articles homonymes, voir Église de la Nativité.
L'église de la Nativité de la Vierge se situe dans la commune française de Bining, dans le département de la Moselle.

## Histoire
Le village est une ancienne succursale de la paroisse de Rohrbach, passée dans l'archiprêtré du même nom en 1821.

## Édifice
L'église, dédiée à la Nativité de la Vierge, est construite peu après 1821, la tour-clocher ayant été seulement ajoutée en 1846, pour remplacer une chapelle du XVIIIe siècle.